# Opferhilfegesetz
Das Bundesgesetz über die Hilfe an Opfer von Straftaten (Opferhilfegesetz, OHG, SR 312.5) ist ein am 1. Januar 1993 in Kraft getretenes Bundesgesetz der Schweiz, das jeder Person, die in der Schweiz durch eine Straftat in ihrer körperlichen, psychischen oder sexuellen Integrität unmittelbar beeinträchtigt worden ist, Anspruch auf Unterstützung gewährt. Anspruchsberechtigt sind auch die Angehörigen eines Opfers. Bei einer Straftat im Ausland sind Leistungen nach dem OHG von einem Wohnsitz in der Schweiz abhängig, Entschädigungen und Genugtuungen werden keine gewährt (Art. 3, 17 OHG).

## Inhalt
Die Opferhilfe umfasst unentgeltliche Beratung und Soforthilfe für die dringendsten Bedürfnisse, die als Folge der Straftat entstehen sowie längerfristige Hilfe der Beratungsstellen, bis sich der gesundheitliche Zustand der betroffenen Person stabilisiert hat und bis die übrigen Folgen der Straftat möglichst beseitigt oder ausgeglichen sind, bei Bedürftigkeit auch Kostenbeiträge für längerfristige Hilfe Dritter wie die angemessene medizinische, psychologische, soziale, materielle und juristische Hilfe und Entschädigung für den erlittenen Schaden infolge Beeinträchtigung oder Tod des Opfers, außerdem Genugtuung abhängig von der Schwere der Beeinträchtigung und die Befreiung von Verfahrenskosten für Verfahren betreffend die Gewährung von Beratung, Soforthilfe, längerfristiger Hilfe, Entschädigung sowie Genugtuung (Art. 2 OHG), wenn der Täter oder eine andere verpflichtete Person oder Institution keine oder keine genügende Leistung erbringt (Art. 4, 6 OHG).

## Strafprozessuale Opferhilfe
Die Strafverfolgungsbehörden informieren das Opfer und seine Angehörigen über die Opferhilfe und leiten unter bestimmten Voraussetzungen deren Name und Adresse an eine Beratungsstelle weiter (Art. 8 OHG).
Bis zum Inkrafttreten der Schweizerische Strafprozessordnung (StPO) war auch die weitere besondere Stellung von Opfern einer Straftat in Art. 33–44 OHG geregelt. Beispielsweise hatten Opfer von Sexualdelikten besondere Schutzrechte wie die Einvernahme durch eine Person des gleichen Geschlechts (Art. 35 lit. a OHG a.F.).
Mit Wirkung zum 1. Januar 2011 wurden die Regelungen zur Opferhilfe im Strafverfahren in die StPO überführt.
Das Opferhilfegesetz griff stark in die Rechtsstellung des Angeschuldigten ein, indem es grundsätzlich Gegenüberstellungen sowie eine direkte Konfrontation des Angeschuldigten mit dem Opfer ausschloss. Art. 6 Ziff.3 lit.d der Europäischen Menschenrechtskonvention (EMRK) garantiert dem Angeschuldigten aber einen Anspruch auf Konfrontation mit Belastungszeugen, während Art. 5 Abs. 4 OHG ebendiesen verneinte, wenn das mutmaßliche Opfer dies verlangte. Eine Konfrontation mit dem Opfer war nur dann zwingend, wenn seine Aussage den entscheidenden Beweis darstellt und das rechtliche Gehör nicht auf andere Weise gewährleistet werden kann.